# حياة الرويني
حياة الرويني هي لاعبة جودو تونسية وُلدت في 10 أغسطس 1981، ومثلت تونس في دورة الألعاب الأولمبية الصيفية عام 2000 في منافسات الوزن أقل من 48 كيلوغرام للسيدات.

## المشاركات والميداليات
شاركت حياة الرويني في دورة الألعاب العربية عام 1997 التي أقيمت في مدينة بيروت بلبنان حيث تمكنت من إحراز الميدالية الفضية في منافسات الوزن أقل من 48 كيلوغرام، ثُم شاركت عام 1999 في دورة الألعاب الإفريقية وحصدت الميدالية الذهبية، كما شاركت في عدة نسخ من بطولة إفريقيا للجودو، وحصلت منها على الميدالية الذهبية في منافسات الوزن أقل من 48 كيلوغرام في عام 2000، ثُم على الميدالية الفضية في منافسات الوزن أقل من 52 كيلوغرام في عام 2002، ثُم على الميدالية البرونزية في منافسات نفس الفئة في عام 2004. 
شاركت حياة الرويني أيضًا في عام 2000 في دورة الألعاب الأولمبية الصيفية التي أقيمت في مدينة سيدني بأستراليا، ولكنها لم تنجح في التأهل للدور النهائي من البطولة بعد خسارتها في الجولة الأولى أمام لاعبة الجودو البلجيكية آن سيمونز. ويوضح الجدول التالي أهم المُسابقات والبطولات التي شاركت فيها حياة الرويني، وأبرز الميداليات والألقاب التي حققتها في البطولات والمسابقات المختلفة:
| العام | المسابقة                       | المكان                   | المنافسات                                | الترتيب/الميدالية                   | ملاحظات                                                             |
| ----- | ------------------------------ | ------------------------ | ---------------------------------------- | ----------------------------------- | ------------------------------------------------------------------- |
| 1997  | دورة الألعاب العربية           | بيروت، لبنان             | منافسات الوزن أقل من 48 كيلوغرام للسيدات | المركز الثاني (الميدالية الفضية)    |                                                                     |
| 1999  | دورة الألعاب الإفريقية         | جوهانسبرغ، جنوب أفريقيا  | منافسات الوزن أقل من 48 كيلوغرام للسيدات | المركز الأول (الميدالية الذهبية)    |                                                                     |
| 1999  | دورة الألعاب العربية 1999      | عمان، الأردن             | منافسات الوزن أقل من 48 كيلوغرام للسيدات | المركز الأول (الميدالية الذهبية)    | فازت في المباراة النهائية على اللاعبة الجزائرية صليحة العلالي       |
| 2000  | بطولة إفريقيا للجودو           | الجزائر العاصمة، الجزائر | منافسات الوزن أقل من 48 كيلوغرام للسيدات | المركز الأول (الميدالية الذهبية)    |                                                                     |
| 2000  | دورة الألعاب الأولمبية الصيفية | سيدني، أستراليا          | منافسات الوزن أقل من 48 كيلوغرام للسيدات | لم تتأهل                            | خرجت من الدور التمهيدي بعد هزيمتها أمام اللاعبة البلجيكية آن سيمونز |
| 2001  | الألعاب الفرانكوفونية          | كيبيك، كندا              | منافسات الوزن أقل من 52 كيلوغرام للسيدات | المركز الثالث (الميدالية البرونزية) |                                                                     |
| 2002  | بطولة إفريقيا للجودو           | القاهرة، مصر             | منافسات الوزن أقل من 52 كيلوغرام للسيدات | المركز الثاني (الميدالية الفضية)    |                                                                     |
| 2004  | بطولة إفريقيا للجودو           | أبوجا، نيجيريا           | منافسات الوزن أقل من 52 كيلوغرام للسيدات | المركز الثالث (الميدالية البرونزية) |                                                                     |